# منطقة العدين

تعديل مصدري - تعديل

(منطقة العدين) هي إحدى مناطق محافظة إب في وسط اليمن، وتقع شمال غرب المحافظة، تبعد عنها بحوالي (40) كم، وتضم أربع مديريات هي العدين، الحزم، الفرع، مذيخرة، وتعتبر الحزم إحدي أكبر مناطق العدين من حيث المساحة وتبلغ مساحتها 476 (كم²) وهي ثالث أكبر مديريات محافظة إب بعد (القفر ويريم)، بلغ تعداد سكان مناطق العدين (389,907) نسمة حسب الإحصاء الذي أجري عام 2004.

## تسميتها
سميت العدين بهذا الاسم تصغير عدن وهو اسم شائع في اليمن ومنه عدن المعروفه وعدن لاعة حجة وعدن الاشلوح في النجد الاحمر وهناك قرى ومناطق كثيرة تسمى الاعدان والعدن وتعني باللغة الحميرية الأرض الخصبة وقد ورد في القرآن الكريم اسم جنة عدن

## التأسيس
يعود تأسيس مدينة العدين إلى عصر ما قبل الإسلام، حيث كانت أحد مواقع محطات القوافل التجارية القديمة والتي كانت تحمل البضائع من مدينة عدن إلى صنعاء ثم مكة المكرمة فمدينة يثرب المنورة حتى مدن بلاد الشام، وكان هذا الطريق قبل الإسلام معروف بـ «درب أسعد» وبعد الإسلام عرف بـ«طريق الحجيج»، وكانت مدينة العدين متوسطاً في طريق المسافرين ورواحلهم، لذلك أقيمت فيها سمسرة للنوم عرفت بسمسرة العدين فجاء الناس وسكنوا بجوارها، وقد اكتسبت منذ تأسيسها أهمية تجارية تطورت شيئاً فشيئاً ونتيجة لازدياد اتساعها وعمرانها أصبحت مدينة سميت العدين، وكانت في العهد العثماني تسمى بـ «قضاء العدين» وكانت أحد أقضية لواء تعز التابع لولاية اليمن.

## التأريخ

### مديرية العدين
تقع مديرية العدين غرب مدينة إب على بعد حوالي (30) تقريباً، وكانت ما قبل الوحدة اليمنية مركزاً لقضاء العدين الذي يضم إلى جانبها الحزم والفرع ومذيخرة، ومديرية العدين على شكل هضبة ينتصب فيها عدد من الجبال والحصون التاريخية التي كان لها دور في أحداث ومجريات التاريخ اليمني القديم، ويوجد في مديرية العدين سور حجري، كما أنها تضم أطلالاً لعدد من القصور والحصون القديمة، وتنتشر على أرض مديرية العدين العديد من المواقع الأثرية والتاريخية والإسلامية القديمة مثل حصن يفوز وهو حصن منيع ويعتبر من أهم الحصون في المديرية ويقع في عزلة بني عواضممسى بني الظافر القريبة من مركز مديرية حزم العدين ويرجع تاريخ هذه القلعة إلى (القرن السادس الهجري، القرن الثاني عشر الميلادي) وقد بناها السلطان (وائل بن عيسى الحميري) الذي كان يسكن قرية الجعامي وهي قرية عامرة في عزلة يريس من ناحية حبيش، وكان أحد سلاطين اليمن الذين أخضعهم الداعي الإسماعيلي (علي بن محمد الصليحي) وإلزامهم بالبقاء معه خوفاً منهم، ولما أراد أن يحج سنة 459هـ/1067م إلزامهم باصطحابه وما كاد الملك الصليحي يبلغ مدينة (المهجم) من (وادي سردد) حتى وثب عليه (سعيد الأحول) وقتله وقتل أخاه (عبدالله بن محمد الصليحي) وأسر زوجته (أسماء بنت شهاب) ثم أطلق سراح كثير من الأمراء والسلاطين الذين كانوا معه، ومنهم صاحب الترجمة، الذي عاد إلى بلده، وبنى بها حصناً سماه حصن يفوز، وحصن يفوز يسمي اليوم بـ (القفلة)، والراجح انه تم بنائها على يد الطاهريون ابن وزراتهم لبني رسول وقد كان المتداول على السنة الناس في المنطقة ان بناء القفلة غساني والغسانيون هم ينو رسول وعندما ال الحكم إلى بني طاهر اتخذها السلطان الظافر صلاح الدين عامر بن عبد الوهاب أحد مراكز الدولة ولا تزال إلى الآن في ملكية احفاد السلطان عامر بنو الظافر المعروفون في المنطقة هو يتألف من ثلاث قنن كأنها الثريا في السماء ويحيط به سور دائري، من الحجر وتنتشر بداخله مدافن الحبوب وكروف المياه وفي أسفل الصخرة التي أقيمت عليها هذه القلعة يوجد كهف منقور واسع قد يكون استخدم كملجأ ولا يمكن الوصول إليه إلا عبر طريق صعب وهي طريق مشتركة مع حصن القفلة المجاور لحصن يفوز الذي يذكر في المصادر التاريخية مقترناً مع حصن يفوز وحصن الجميمة، ومن الحصون التاريخية في مديرية العدين أيضاً حصن الحقيبة وحصن عزان في عزلة بني عواض وكل هذه الحصون والقلاع تعود تاريخ بنائها إلى عصور مختلفة والتي تتميز بطابع معماري فريد، كما أنها تطل من مواقعها المرتفعة على معظم أراضي ووديان مديرية العدين وحزم العدين وحبيش.

### مديرية الحزم
حزم العــدين تقع شمال غرب مدينة إب علـى بعـد حـوالي (30) كيلومتراً تقريباً  وكان يطلق عليها قديماً وحاظة ويقال: أُحَاظَــةُ وهي معقـل بني وائل الحمـــيرييـن الذين ينسبــون إلى السلطان  أسعد بن وائل الحميري، وهم من نسل الصحابي الجيل والملك ذو الكلاع الحميري  الذي ينتهي نسبه إلى ذو الكلاع الأكبر ثم إلى الهميسع بن حمير بن سبأ بن يشجب بن يعرب بن قحطان، يوجد فيها حصن أثري في اعلى منطقة شباع من جبل حبيش واعمال محافظة اب وسميت نسبة إلى وحاضة بن سعد بن عوف بن عدي بن مالك بن زيد بن سدد بن مرة بن حمير الاصغر وهو حصن منيع يسيطر على البلاد المنخفضة الغربية في جبل حبيش وإلى مالا نهاية، وقد كانت مقراً لمملكة الكلاعيين.
وقد اشتهرت منطقة وُحَاظَةُ في القرن السادس الهجري أيام بنو وائل الحميريين الذين اتخذو من هذا الحصن مقراً لعاصمة دولتهم وصار في عهدهم يطلق اسم وُحَاظَةُ على المناطق التي تحت إمرتهم ومنها حبيش وبلاد الحزم والعدين وغيرها كما كان يطلق ذات الاسم على قبائل المنطقة التي تنحدر من اصول تنتمي إلى قبائل حمير بن سبأ.
يوجد في حزم العدين، حصن يَرِس - بفتح الياء وكسر الراء - وهي عزلة من عزل مديرية الحزم تقع أسفل جبل حبيش من الجهة الغربية وقد كانت مقراً لمملكة الكلاعيين وكان السلطان «اسعد بن وائل الحميري» مـن أشهر ملوكها وينسب إليه بناء حصن يرس في قرية الجعامي في نهاية القرن الثالث للهجرة ويقع حصن يرس بالقرب من حصن يفوز الموجود في عزلة بني عواض، ويتخذ هذا الحصن موقعاً إستراتيجياً ويصل إليه عبر طريق وحيد، والحصن يحتوي من الداخل على مجموعة من مدافن الحبـوب وكـروف المياه إلى جانب غرف لسكن الجنود، ويحيط بالحصن من الخارج سور تتخلله مجموعة من الأبراج نُوب للحراسة والمراقبة، وقد ذكرت بعض المصادر التاريخية قرية الجعامي وبأن السلطان اسعد بن وائل الحميري أنـشأ فيهـا جامع وبه قبره، وقبرالعالم والامام زيد بن الحسن الفائشي.

### مديرية الفرع
تقع مديرية فرع العدين غرب مدينة إب على بعد حوالي ( 45) كيلومتراً تقريباً، يعود تاريخها إلى ما قبل الإسلام، وحيث كان يسكن فيها مذحج وهو ابن أدد ين زيد ين يشجب بن عريب بن زيد بن كهلان بن سبأ بن يشجب ابن يعرب بن قحطان بن هود بن عابر بن شالخ بن أرفخشد بن سام بن نوح بن لمك بن متوشلح بن أخنوخ (أدريس) بن يرد بن مهلائيل بن قينان بن أنوش بن شيث بن آدم عليه السلام.
يوجد فيها مدينة مذحج التأريخية، وموقع هذه المدينة عبارة عن هضبة غير مستوية تقدر مساحتها بحوالي ( 5 كيلومتراً ) توجد في بعض أجزائها عمارات مهدمة وتغطيها الأتربة والرمال التي تجلبها سيول الأمطار، وتفسر هدم المدينة بفعل الزلازل نظراً لوقوعها في منطقة تكثر بها الزلازل.
وقد كانت (مذحج) تنزل في الأفلاج أو حولها وفي المنطقة المسماة ب (جبل طويق) في الزمن الحاضر. وكان قد غزاها (امرئ القيس) مما اضطر أكثر قبائل (مذحج) إلى الهجرة نحو الجنوب. وكانت حسنة الصلة بـ (كندة), التي اضطرت أيضاً إلى الهجرة إلى الجنوب. ولهذا انضمتا إلى جيوش (شمر يهرعش)، وإلى جيوش من جاء بعده من الملوك. وقد أشر إليهما في الكتابات ب (كدت ومذحجم). وقد أدت هجرة كندة ومذحج وبقية أعراب نجد إلى الجنوب نتيجة لغزو العرب الشماليين لهم إلى استيطان قسم كبير منهم في العربية الجنوبية، ودخولهم في جيوش ملوك حمير، وذلك لتهديد أعدائهم بهم.

### مديرية مذيخرة
تقع مديرية مذيخره جنوب غرب مدينة إب على بعد حوالي (30 كيلومتراً ) تقريباً، ومن أهم مدنها مدينة مذيخرة التاريخية، تقع في قمة جبل ثومان، وهي مدينة مشهورة قديمة ويوجد بها قصراً لملوك الكلاعيين في الجاهلية والإسلام (أل ذي مناخ) السلطان جعفر بن إبراهيم ابن ابي جعفر المناخي الحميري والذي كان نائبًا لـ (آل زياد) ملوك من قِبل الدولة (العباسية)، وعاصمتهم مدينة زبيد، وهو الذي اختط مدينة (المذيخرة) من بلاد (العدين)؛ فنسب إليه مخلاف (جعفر) ( جعفر بن إبراهيم المناخي ) المتوفي قتلاً عام ( 292 هـ) على يد ( علي بن الفضل الخنفري القرمطي) في واقعة وادي نخله.
تحالف مع (علي بن الفضل الخنفري القرمطي) على قتال (محمد بن أبي العلاء الأصبحي)، حاكم بلاد لحج، وأبين، فانتصرا، وتمكنا من القضاء عليه، فاتجه (ابن الفضل) نحو حليفه -الأمير جعفر المناخي - وقصده لحربه إلى مدينة (المذيخرة) سنة 291هـ/ 904م، والسبب في ذلك أن جعفر المناخي الحميري قطع أيدي ثلثمائة شخص من أهل قرية (دلال)، من بلاد (بعدان)؛ لجريرة كانوا قد ارتكبوها، فاستغل (ابن الفضل) هذا الموقف، وأرسل برسالة إليه، يطالبه فيها بدفع الديات، فامتنع، ثم أعدّ كلٌّ منهما عدته للنزال، والتقى الجيشان في نقيل (البردان)، المعروف اليوم بنقيل (النجد الأحمر)، من بلاد إبّ، وانتصر جعفر المناخي؛ فانسحب (ابن الفضل) إلى بلاد (يافع)، ولملم شتاته، ثم عاد لغزو مدينة (المذيخرة) من جديد؛ فقامت حرب بين الفريقين، هُزم فيها جعفر المناخي الحميري، فانسحب إلى تهامة، طالبًا المدد والعون من الأمير (إسحاق بن إبراهيم الزيادي) في مدينة زبيد؛ فأمده هذا بما احتاج إليه، ثم كرَّ بجيشه على (علي بن الفضل)، والتقى الجيشان في وادي (نخلة)، في معركة دائرة، أسفرت عن مقتل الأمير جعفر المناخي في نفرٍ من أصحابه، وهُزم جيشه؛ فاستولى (ابن الفضل) على جميع ما كان تحت يده من البلاد والحصون فنهب ما استطاع نهبه ودمر ما تبقى ولم يبقى الا بعض اثار حصن ريمة في مدينة المذيخرة.
كما كانت عاصمة (علي بن الفضل الخنفري القرمطي) المتوفى عام ( 302 هـ - 914 م )، وذلك بعد أن أزال ما كان يعترض طريقه إليها من عقبات، فقد حارب الأمام (أحمد بن منصور بن أبي المغلس ) صاحب حصن الدملؤه فحاصره حتى استنزله وقاتله حتى قتله ثم حاصر الأمير ( محمد بن إسماعيل الكرندي ) صاحب حصن حب وصاحب حصن السمدان مـن المعافر ففتحها وقتله.
في عام  (303هـ) هـ  غزاها (أسعد بن وائل) بعد موت (علي بن الفضل الخنفري القرمطي) ودخلها قهراً بالسيف وقتل العديد من أنصار (علي بن الفضل الخنفري القرمطي) من بينهم ابنه (عبد الله) الذي بعث برأسه مع رؤوس بعض أنصاره إلى الخليفة العباسي ببغداد.

## جبال العدين
تقع في الجهة الغربية من محافظة إب، وأشهرها جبال بني عواض شمال العُدَيْن، وجبال بني مليك، ثم جبال بلد الشهاري التي تقع جنوب شرق مدينة العُدَيْن، وجبال المُذَيْخِرَة، وحِمْيَر، والأشعوب، وجبل قُرعد وهي سلسلة من جبال التعكر والعنسيين، تُكون هذه الجبال عموداً يفصل بين وادي نخلة ووادي عَنّه.

## الزراعة
أبرز المحاصيل الزراعية في مناطق العدين هي الدخن والذرة والقمح والمانجو والموز والتفاح والخوخ والعنب والرمان والبن والجوافة والبرتقال وهناك أشجار وهي إلى تغطي معظم أراضي مناطق العدين وهي أشجار غير مثمرة مثل الطلح والطنب والقرض والعثرب وغيرها من الأشجار، ومناطق العدين مثل غيرها من مناطق اليمن يوجد فيها مساحات شائعة من الأراضي الصالحة للزراعة تستخدم في زراعة القات الذي يستهلك محلياً، وتعتمد الزراعة في مناطق العدين على مياه الأمطار ومياه الأودية الشهيرة كوادي عنه ووداي الدور وغيرها من الأودية.

## اللهجة العدينية
يتحدث أهالي مناطق العدين وبعض المناطق اليمنية كـ (وصاب العالي، وصاب السافل، عتمة، شرعب، ذي السفال، صبر، حبيش، السياني، جبله،  ريمة،  وبعض من مناطق الحجرية و حراز و رازح والضالع ويافع) بلهجة تسمى باللهجة العدينية، وهي لهجه حميرية قديمه.
(الكاف العديني): وهو إلحاق حرف الكاف (ك) في أواخر الأفعال الماضية نيابة عن تاء الفاعل والمخاطب (ت), مثلا يقال (كنك) بمعنى (كنت) ويقال (عملك) بمعنى (عملت) ويقال (فعلك) يمعنى (فعلت) وتعمم هذه القاعدة حتى في الجمع فيقال مثلا (هل عملكم هذا أمس) ولا (يقال هل عملتم هذا أمس).
أسماء ومعاني عدينية
(هوناك: بمعنى هناك), (هكّة: بمعنى هكذا), (لمو: بمعنى لماذا), (مو: بمعنى ما أو ماذا), (بز أو شل: أخذ), (أرُك: بمعنى أردتُ أو اشتهيت), (جزع: بمعنى مشى وليس مرض), (بوه: بمعنى هل في (ه) أو هل يوجد (به), (رقيص: حذاء), (حنش: ثعبان) (كُندرة: جزمة).

## المعالم والمواقع الأثرية والسياحية
| | محمية وادي عنه |
| الموقع: العدين، الحزم، الفرع. |                |
| أحد أودية بلاد العُدَيْن المشهورة، تأتي مياهه من جبل مشورة القريب من مدينة إب، ومن جنوب حبيش، ومن شمال جبال العنسيين، ومن شمال المُذَيْخِرَة، ومن جنوب بني مليك من العُدَيْن، ويمر بوادي الدُرَّ جنوب مدينة العُدَيْـن، ويتجه غرباً فيلتقي بوادي زبيد شمال جبل رأس. |                |

| | محمية وادي الدور |
| الموقع: العدين. |                  |
| أحد أودية بلاد العُدَيْن المشهورة، يمر جنوب مدينة العُدَيْن ويعتبر من أجمل الأودية، يوجد في وادي الدور بالإضافة إلى وادي عنه، الأنواع من الأشجار ومنها الطلح والسدر والحلص والسنف والذراح والخروع والصبار والإيكي والعدنة وبصل الحنش والسمر. كما توجد في المحمية العشرات من أنواع الحيوانات البرية كالأرانب البرية والقنافد والثعالب، وكذلك الطيور كالصقر والعقاب والهدهد، بالإضافة إلى أنواع عديدة من الزواحف والحشرات، وقد ورد ذكره في العديد من المصادر التاريخية، يعتبر من أجمل الأودية وقد تغنى به الشعراء والكتاب. |                  |

| | وادي الزبيدي |
| الموقع: عزلة المعيضة، الحزم. |              |
| وادي الزبيدي وهو امتداد لعزلة المعيضة بمديرية حزم العدين، ويوجد في هذا الوادي طيور كالصقر والنسر والعقاب والهدهد بالإضافة إلى طيور النورس، ويوجد فيها العديد من أنواع الأشجار والنباتات. |              |

| | مسجد السطان أسعد الحميري |
| عزلة يريس، قرية الجعامي، الحزم. |                          |
| يعود تاريخ هذ المسجد إلى (القرن الخامس الهجري) ويوجد مسجد آخر بجواره تماماً حيث يقع قبر السلطان (اسعد بن وائل الحميري) حاكم منطقة وحاظة، وإلى جانبه قبر الشيخ العالم الفقيه زيد بن الحسن الفائشي. |                          |

| | حصن يفوز (القفلة) |
| الموقع: عزلة بني عوض العدين. |                   |
| يعود تاريخ هذا الحصن إلى القرن السادس الهجري، القرن الثاني عشر الميلادي وقد بناها السلطان وائل بن عيسى الحميري بعد مقتل الداعي الإسماعيلي علي بن محمد الصليحي وتتواجد هذه القلعة بالقرب من مركز مديرية حزم العدين وتتبع إدراياً مديرية العدين. |                   |

| | الحمامات المعدنية الحارة |
| الموقع: عزلة الأسلوم عزلة الأبعون، الحزم. |                          |
| يقع حمام الأسلوم غرب مدينة العدين بمسافة (15) كيلو متر الذي يقع فـوق سطح الجبل ويطل على وادي عنه، ويقع حمام الأسلوم الطبيعي بموقعٍ متميزاً على غيره من الحمامات، حيث يقع في متوسط طقسين مختلفين الطقس البارد لمحافظة إب وجبال نامة من الشرق، والطقس الحار لمنطقة القهرة وتهامة من الغرب، ويوجد أيضاً حمام الأبعون وهو عبارة عن مجرى مائي يتوافد إليه الناس مع أسرهم ويبنون فيه عششهم ويحفرون بركاً صغيرة تمتلئ تلقائياً بالمياه الساخنة التي تنبع من العيون الصغيرة بعد إزاحة الرمل من فوقها. |                          |

## وصلات خارجية
1. المركز الوطني للمعلومات (اليمن)
2. الجهاز المركزي للإحصاء (اليمن)